# Giovanni Francesco Albani (kardinal)
Giovanni Francesco Albani, även Gianfrancesco Albani, född 26 februari 1720 i Rom, död 15 september 1803 i Rom, var en italiensk kardinal och ärkebiskop. Han var ärkepräst av Santa Maria Maggiore från 1793 till 1803.

## Biografi
Giovanni Francesco Albani blev apostolisk pronotarie 1740.
Den 10 april 1747 upphöjde påve Benedikt XIV Albani till kardinaldiakon med San Cesareo in Palatio som titeldiakonia. I november 1747 vigdes Albani till subdiakon och i mars 1748 till diakon. År 1751 utsågs han till kardinalprotektor för Polen. Kardinal Albani deltog i konklaven 1758, vilken valde Clemens XIII till ny påve. Han prästvigdes 1759 och utsågs i februari samma år till kardinalpräst med San Clemente som titelkyrka.
I juli 1760 utnämndes Albani till kardinalbiskop av Sabina och biskopsvigdes av påve Clemens XIII i basilikan Santi XII Apostoli den 21 september 1760. Påven assisterades vid detta tillfälle av kardinalerna Giuseppe Spinelli, Flavio Chigi, Camillo Paolucci och Carlo Cavalchini. Albani kom att delta i ytterligare tre konklaver: 1769, 1774–1775 samt 1799–1800.
Kardinal Albani verkade för att Societas Iesu åter skulle tillåtas. Albani, som var anti-fransk i sin hållning, hotades med att gripas vid fransmännens invasion av Kyrkostaten år 1798; Albani flydde dock från Rom och gömde sig i cistercienserklostret Casamari i närheten av Veroli. I juli 1798 fortsatte han till Neapel och till slut till Venedig, där konklaven efter Pius VI:s död hölls.
Kardinal Albani avled i Rom år 1803; begravningen hölls i Santa Maria in Vallicella. Han är begravd i basilikan Santa Maria Maggiore.

## Bilder

Kardinal Albanis titeldiakonia och titelkyrka
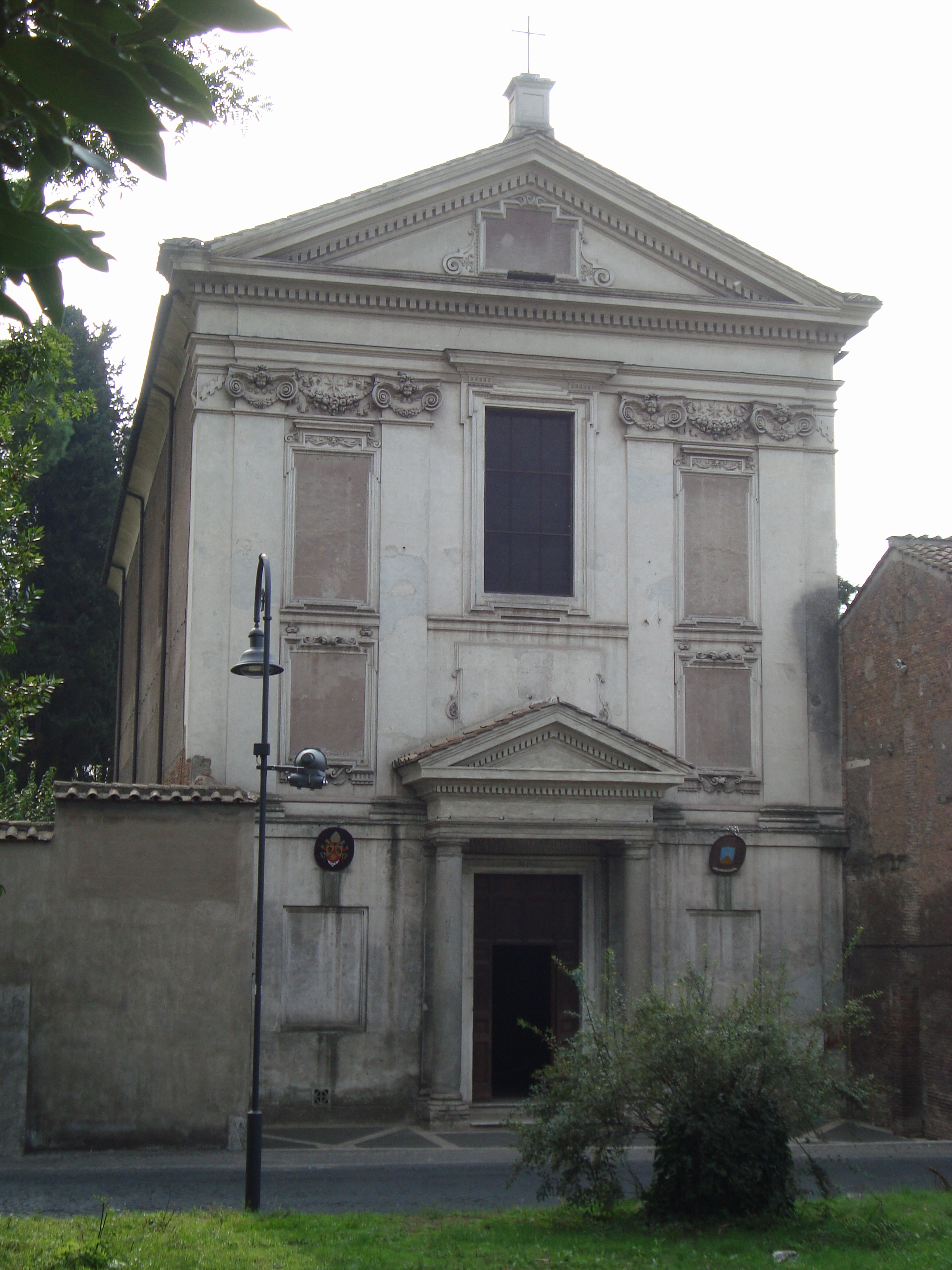
San Cesareo in Palatio.
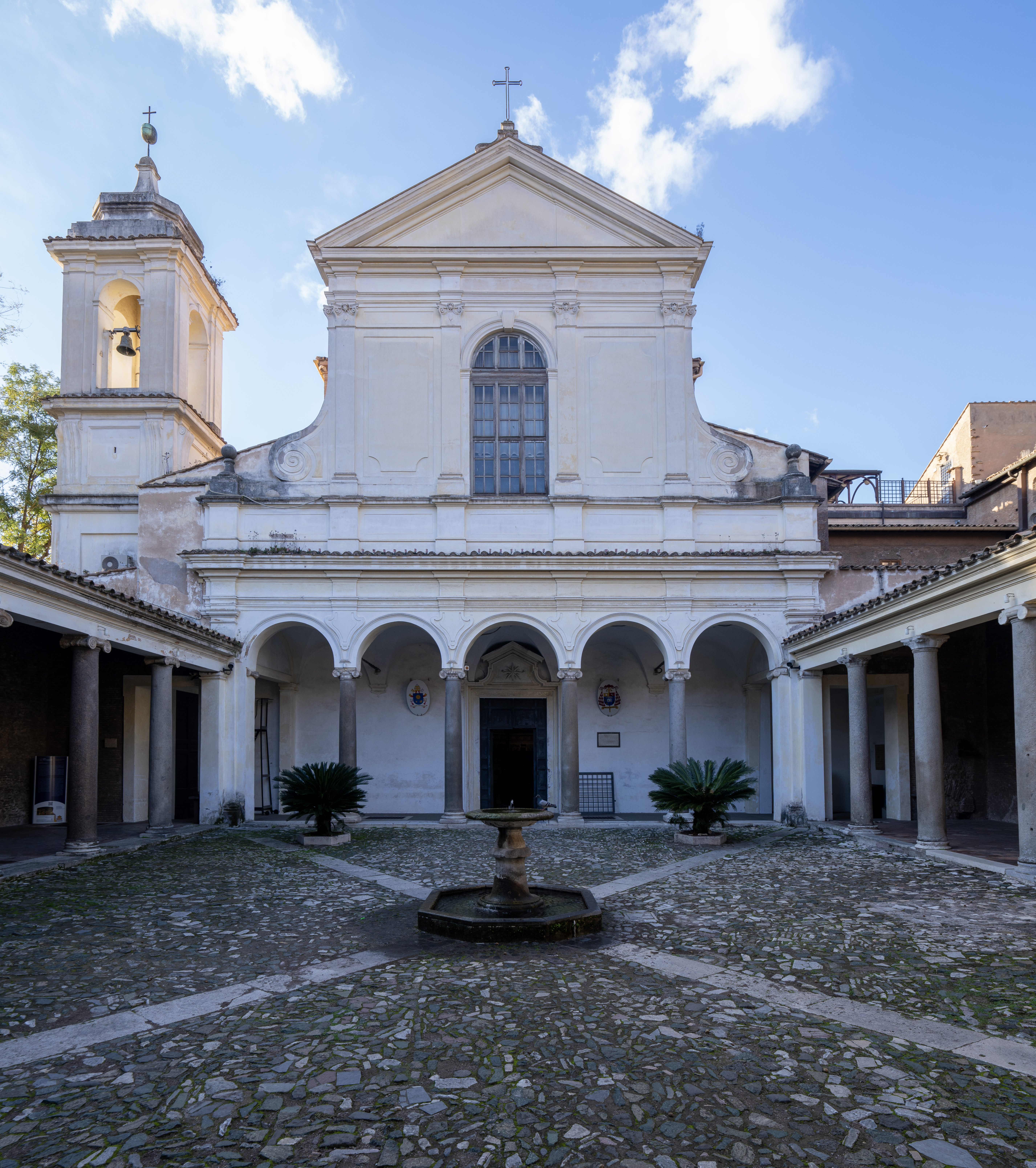
San Clemente.